# Hanging Rock (Victoria)
Ne doit pas être confondu avec Hanging Rock (Ohio).
Hanging Rock, également connu sous les noms de Mount Diogenes, de Dryden's Rock et, pour certains aborigènes australiens, Ngannelong) est une formation géologique du centre de l'État de Victoria, en Australie. Ancien volcan, il culmine à 718 m au-dessus du niveau de la mer (105 m au-dessus du niveau de la plaine) dans la plaine située entre les deux petits cantons de Newham et Hesket, à environ 70 km au nord-ouest de Melbourne et à quelques kilomètres au nord du mont Macedon.
Au milieu du XIXe siècle, les premiers occupants des lieux, les tribus Dja Dja Wurrung, Woi Wurrung et Taungurung, en sont chassés. Ils occupaient la région depuis des milliers d'années et, malgré la colonisation, continuent d'entretenir des liens culturels et spirituels avec la montagne.
À la fin du XXe siècle, la région est devenue largement connue pour avoir été le décor du roman Pique-nique à Hanging Rock (Picnic at Hanging Rock) de Joan Lindsay.

## Toponymes
Les tentatives pour découvrir le nom autochtone de Hanging Rock se sont révélées difficiles. Certains pensent qu'il s'agit de « Anneyelong » à cause d'une inscription sous une gravure de la roche réalisée par le naturaliste allemand William Blandowski lors d'une expédition en 1855-1856. L'historien et toponymiste Ian D. Clark pense que Blandowski a mal entendu le nom et que le mot était peut-être « Ngannelong » ou quelque chose de similaire. Le nom « Mont Diogène » a été attribué au rocher par l'arpenteur Robert Hoddle en 1843 en accord avec l'esprit de plusieurs anciens noms macédoniens donnés par le major Thomas Mitchell lors de son expédition à travers Victoria en 1836, qui passa près de Hanging Rock. D'autres incluent le mont Macédoine, le mont Alexandre et la rivière Campaspe. Six autres noms européens (Mont Diogène, Tête de Diogène, Monument de Diogène, Rocher de Dryden, Monument de Dryden et Rocher suspendu) ont également été enregistrés.

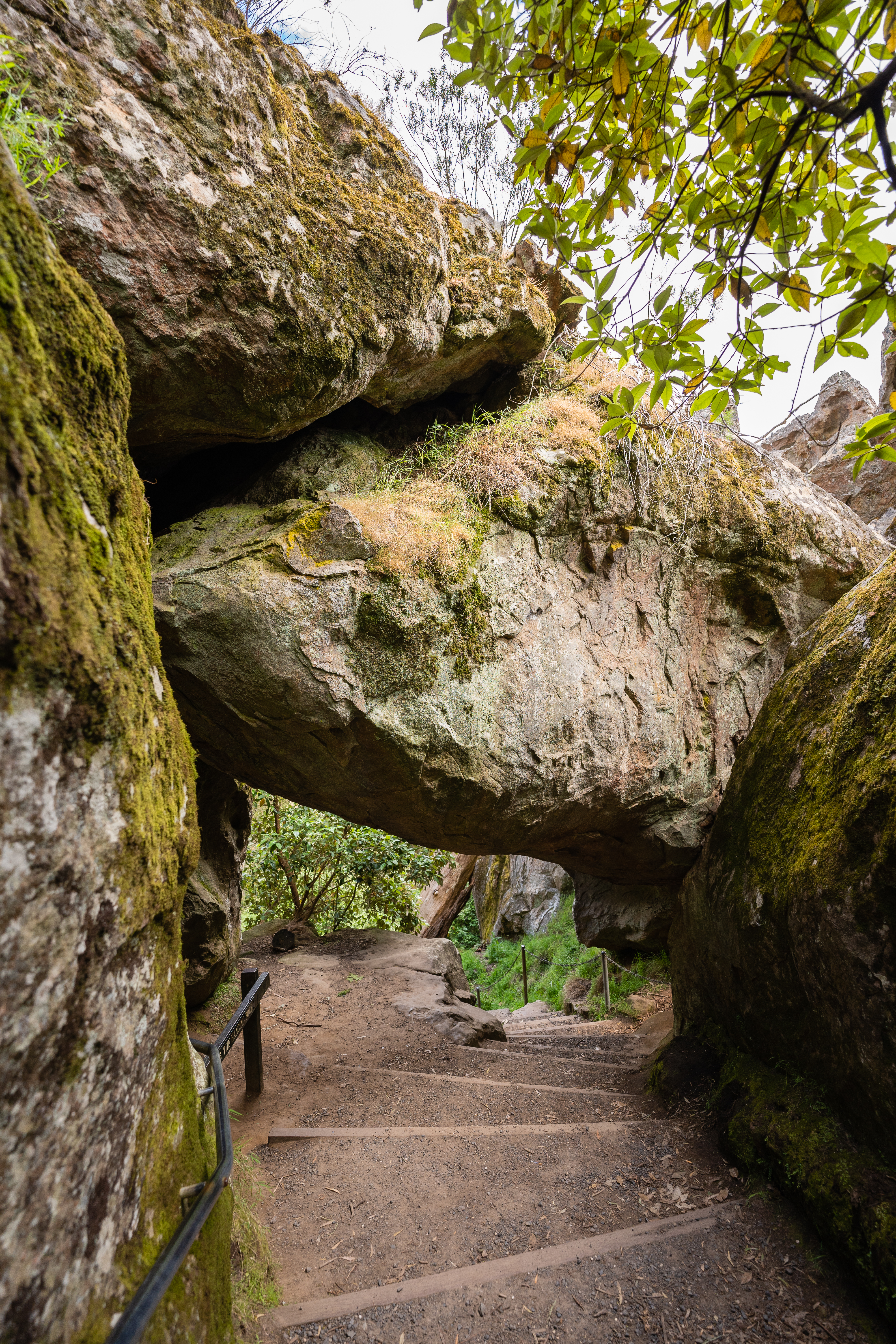
Le « Hanging Rock » sur le chemin menant au sommet qui donne son nom à l'ensemble du site.

Hanging Rock est un mamelon créé il y a 6,25 millions d'années par un magma rigide s'échappant d'un évent et se figeant sur place. On pense souvent qu'il s'agit d'un bouchon volcanique (neck), mais il n'en est rien. Deux autres mamelons se trouvent à proximité, créés à la même époque : Camels Hump, au sud sur le mont Macedon et, à l'est, Crozier's Rocks. Les noms alternatifs pour Crozier's Rocks sont Brock's Monument, Alexander's Head et Mount Crystal. Les trois mamelons sont composés de trachyte sodique. Au fur et à mesure que le magma de Hanging Rock se refroidissait et se contractait, il se divisa en colonnes rugueuses. Ceux-ci se sont altérés au fil du temps pour former les nombreux sommets que l'on peut voir aujourd'hui.
Les trois mamelons démontrent le mécanisme de la tectonique des plaques. Alors que la plaque australienne se déplaçait vers le nord en direction de l’Asie de l’Est pendant 27 millions d’années, elle est passée au-dessus d’un point chaud volcanique. Cela a donné naissance à une chaîne de volcans s'étendant de Hillsborough (il y a 33 millions d'années) dans le nord du Queensland jusqu'à Hanging Rock (il y a 6,5 millions d'années), qui fait partie de l'extrémité sud de cette activité volcanique. Cette chaîne comprend également les Warrumbungles (Nouvelle-Galles du Sud, il y a 15,5 millions d'années) et les Glass House Mountains (sud du Queensland, il y a 24,3 millions d'années). Ces volcans ont tous la même composition chimique,,.
Hanging Rock contient de nombreuses formations rocheuses distinctives, y compris le "Hanging Rock" lui-même (un rocher suspendu entre d'autres rochers, sous lequel se trouve le chemin d'entrée principal), la Colonnade, l'Aigle et l'OVNI. Le point culminant de Hanging Rock s'élève à 718 mètres au-dessus du niveau de la mer et à 105 mètres au-dessus de la plaine en contrebas.

## Traitements dans le roman et le cinéma

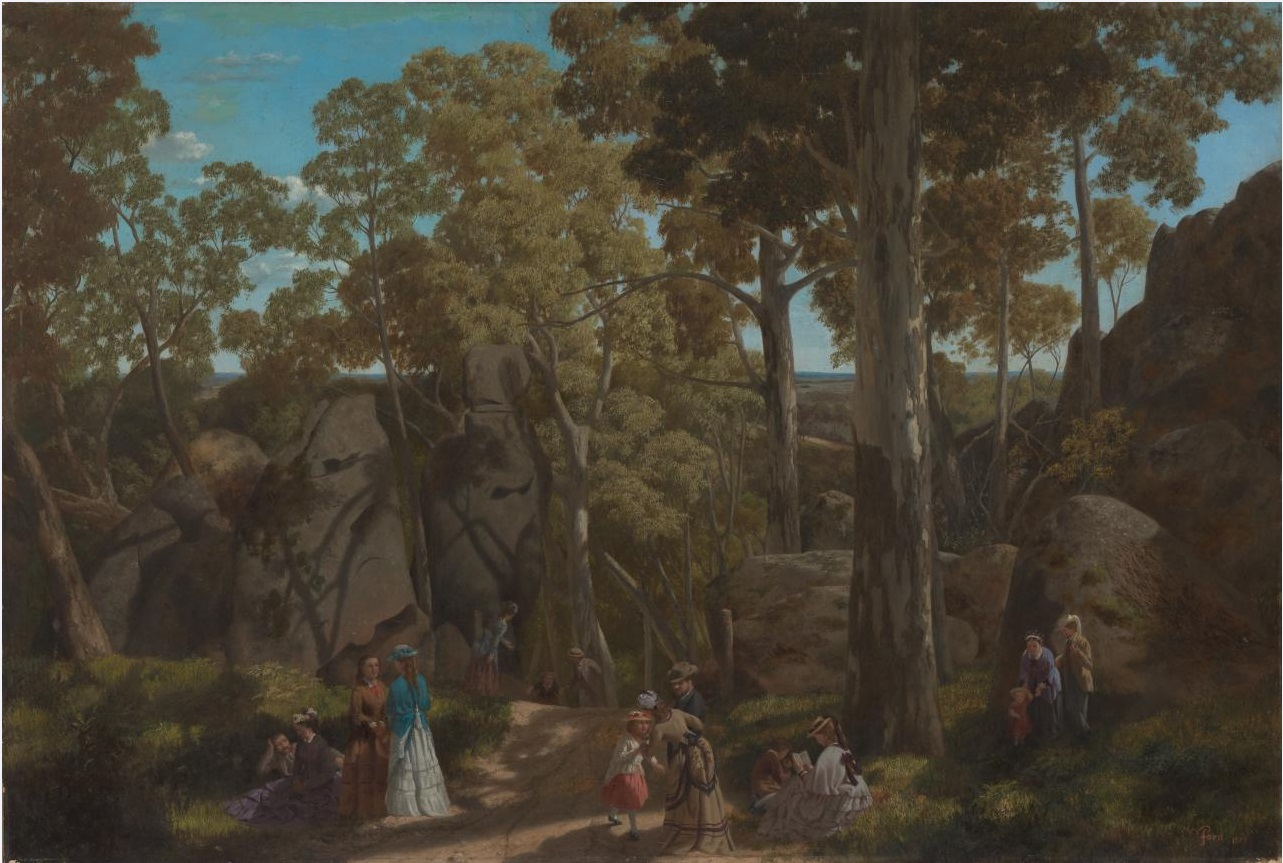
William Ford, Au rocher suspendu, 1875, National Gallery of Victoria.

Hanging Rock a été l'inspiration et le décor du roman Pique-nique à Hanging Rock (Picnic at Hanging Rock), écrit par Joan Lindsay et publié en 1967. Le roman traitait de la disparition de plusieurs écolières lors d'une visite sur les lieux.
La popularité du roman a conduit à plusieurs adaptations au cinéma, au théâtre, à la radio et à la télévision, le film de 1975 Pique-nique à Hanging Rock réalisé par Peter Weir en étant l'exemple le plus marquant. Le succès du film est à l'origine d'une augmentation substantielle des visites au rocher et d'un regain d'intérêt pour le roman.

## Salle de concert
La réserve de Hanging Rock est utilisée occasionnellement comme salle de concert en plein air lors de tournées d'artistes internationaux.
Les événements suivants ont eu lieu à Hanging Rock dans le cadre d'un essai organisé par Frontier Touring et le Macedon Ranges Shire Council :
- Leonard Cohen – novembre 2010
- Rod Stewart – février 2012
- Bruce Springsteen – mars 2013 (tournée « Wrecking Ball »)

En 2014, les Rolling Stones devaient donner un concert nocturne le (30 mars) à Hanging Rock dans le cadre de leur tournée « 14 On Fire ». Le décès de L'Wren Scott, la partenaire de Mick Jagger, a entraîné le report de la tournée, qui a finalement repris à Adélaïde le 25 octobre. Le concert de Hanging Rock a été reporté au 8 novembre, mais Mick Jagger a annulé le concert en raison d'une infection à la gorge.
En octobre 2013, Frontier Touring a signé un accord de cinq ans avec le Macedon Ranges Shire Council pour organiser jusqu'à quatre concerts par an à Hanging Rock, à compter du 31 octobre 2014.
Concerts ultérieurs
- Les Eagles – février 2015 (History of the Eagles)
- Rod Stewart – mars 2015
- Cold Chisel – novembre 2015
- Ed Sheeran – février 2017
- Bruce Springsteen – février 2017
- Midnight Oil – novembre 2017
- Elton John – janvier 2020 (Farewell Yellow Brick Road)
- Nick Cave et Warren Ellis – novembre 2022

## Galerie

Hanging Rock
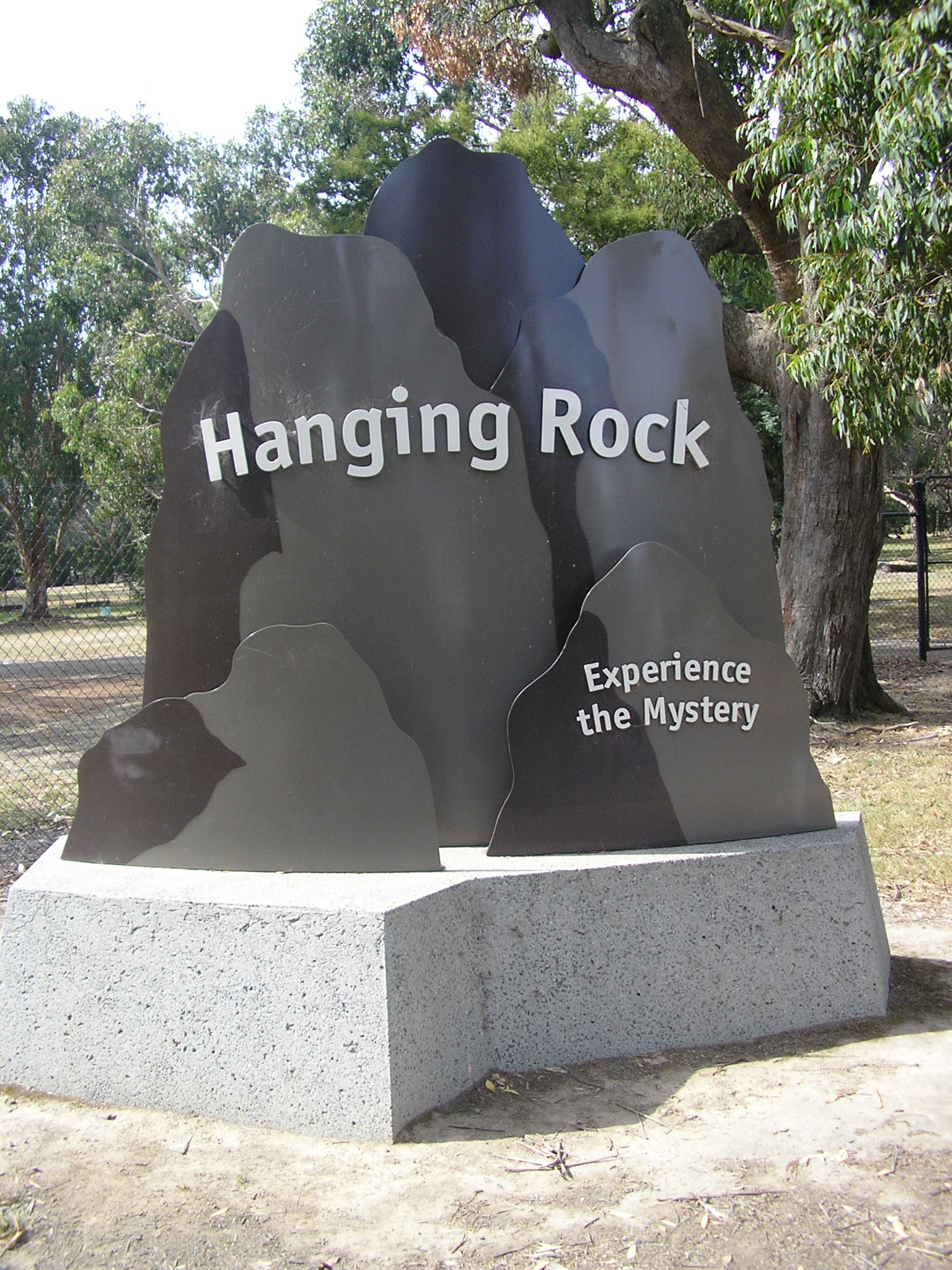
Entrée de Hanging Rock
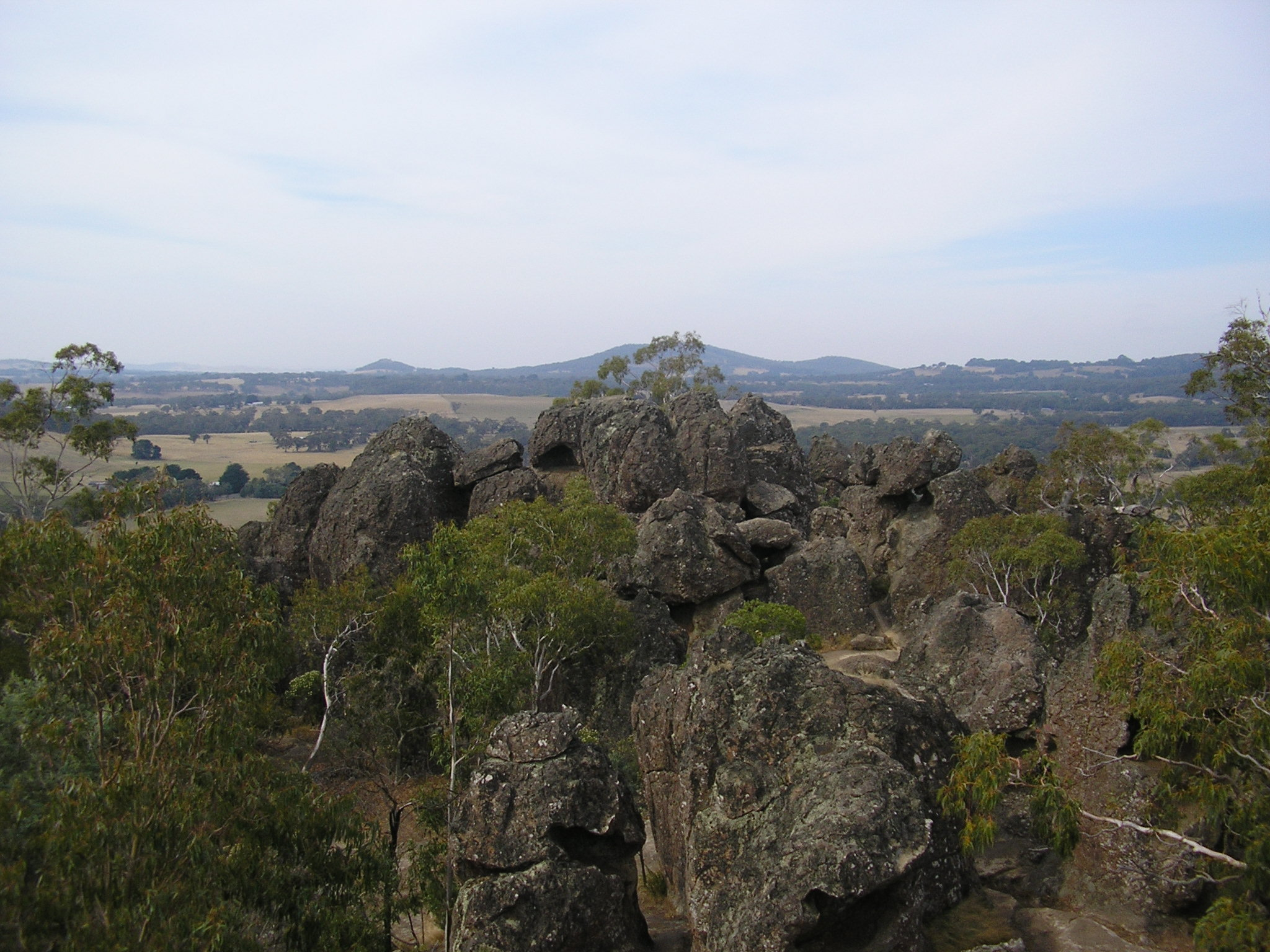
Formations de pierre
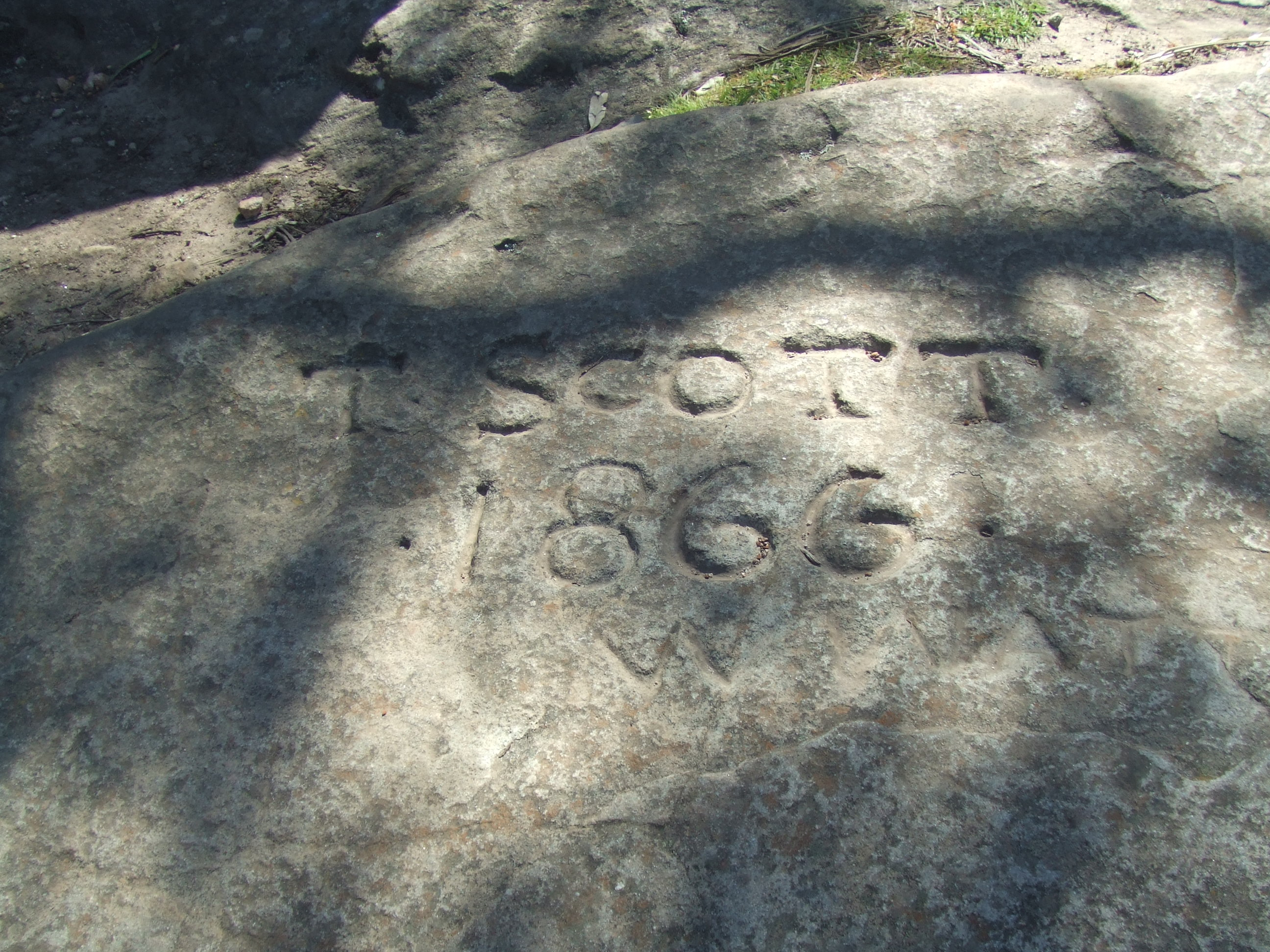
Gravure datée de 1866 près du sommet
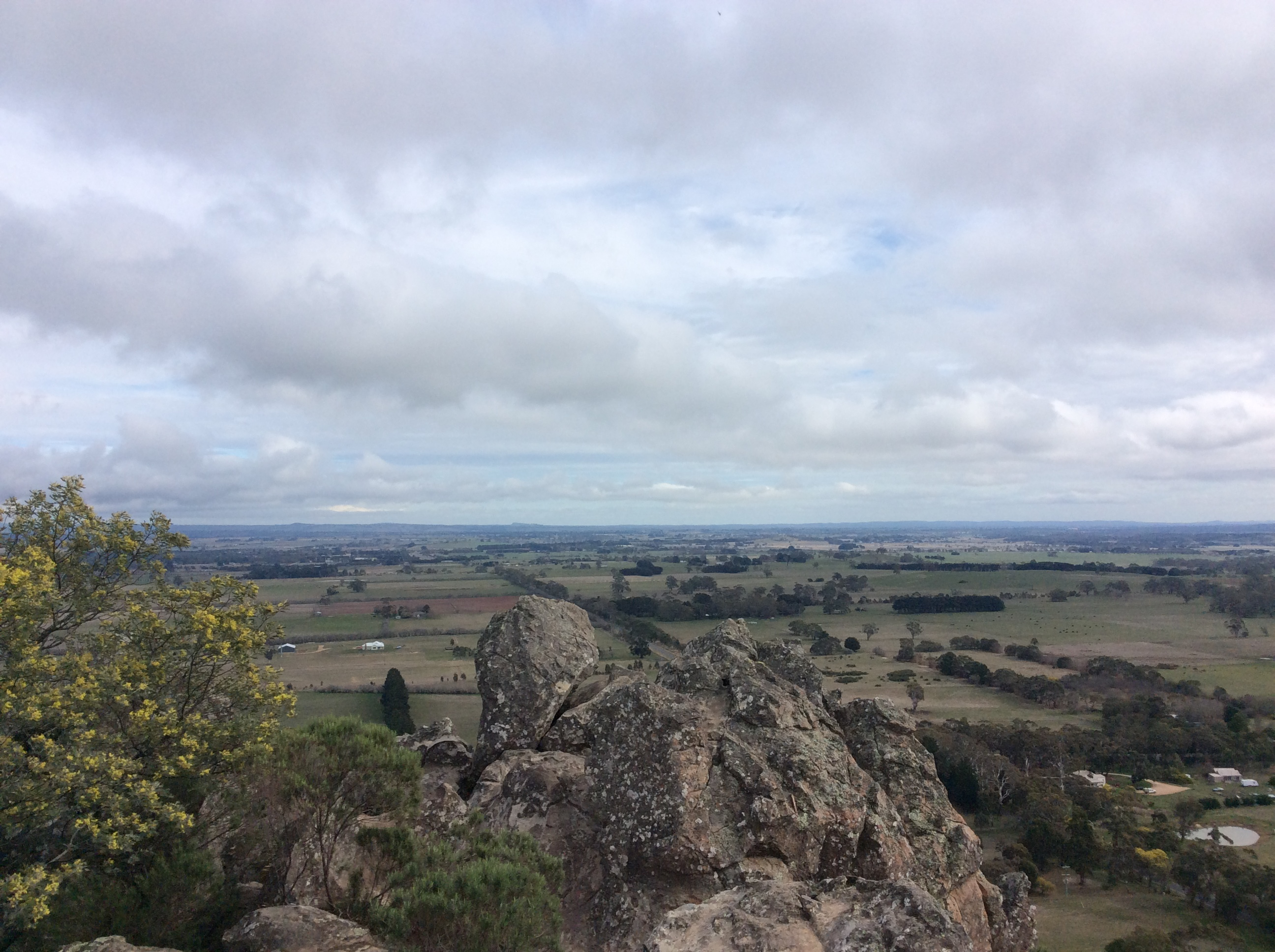
Vue depuis le sommet du Hanging Rock